# Йине (язык)
Йине (Piro, Yine, Contaquiro, Pira, Piro, Pirro, Simiranch, Simirinche) — один из языков Перу. Относится к группе пиро, которая также включает в себя языки иньяпари и арипунан.
В литературе язык йине часто обозначается как пиро — название, которое, по некоторым данным, происходит от слова на паноанском языке, обозначающего один из видов сомов (Megalodoras sp.). Также этот язык упоминается под названиями Chontaquiro, Contaquiro, Pira, Pirro, Simiranch, Simirinche и Chichineri.
Переход к этнониму йине (yine — ‘люди’) произошёл сравнительно недавно. С лингвистической точки зрения, его можно считать частично искусственным, поскольку в самом языке слово yine не обозначает конкретную этническую группу. Не все представители народа приняли этот термин, в том числе и по этой причине.
Тем не менее, в лингвистической и академической литературе он стал стандартным и широко используется для обозначения как народа, так и языка.

## Генеалогическая информация
Йине входит в аравакскую языковую семью, одну из крупнейших языковых семей в Южной Америке.
Существует гипотеза о возможном объединении языков апуринья, йине и инапари в отдельную пурусскую ветвь аравакской семьи . Статус языков машко-пиро и мачинере в рамках этой подгруппы пока остаётся неясным.
Мачинере (Machinere, Machineri, Manchinere, Manchineri, Manitenére, Manitenerí, Maxinéri) распространён в общине Терра-Инджижена-Мамоадате муниципалитетов Ассис и Сена-Мадуэйра штата Акри в Бразилии, в деревне Сан-Мигель на реке Акре муниципалитета Больпебра провинции Николас-Суарес департамента Пандо в Боливии.

## Ареальная информация
Носители языка йине проживают на территории Южной Америки, на юго-западе бассейна Амазонки, на территории Перу. Большинство йине проживают в регионе Укаяли, вдоль реки Урубамба. Распространён в районе реки Мадре-де-Дьос региона Мадре-де-Дьос; в деревнях Конатмана и Пукальпа в районе реки Укаяли регионов Лорето и Укаяли; на восточно-центральной территории реки Урубамба регионов Куско и Укаяли в Перу.

## Социолингвистическая информация
Количество носителей находится приблизительно в диапазоне 2500-5000 человек. По данным Ethnologue язык можно считать стабильным — он преподается в школах, используется большинством представителей народа йине в повседневной жизни.

## Типологическая характеристика

### Тип (степень свободы) выражения грамматических значений
Язык йине можно охарактеризовать как полисинтетический. Несмотря на условность границы между синтетизмом и полисинтетизмом, примеры ниже дают основания говорить о достаточно высокой степени синтетичности.
| (1)                             | (2) |                                                       |
| niçhakewetetlo                  |     | tsalwayehitanrɨ                                       |
| n-hiçha-kewe-te-ta-lo           |     | t-salwa-yehi-ta-na-li                                 |
| 1SG-искать-собака-PSSD-VCL-3SGF |     | 3SGF-гулять-VICIN-VCL-CMPV-3SGM                       |
| 'я ищу её собаку'               |     | 'она пошла навестить его (прошлась туда, где он жил)' |

| (3)                                                    |
| rapatçeçiwresahhimatanatkalona                         |
| r-hapatçe-çiwe-re-sahi-hima-ta-na-tka-lo-na            |
| 3-собирать-нить-PSSD-клубок-QUOT-VCL-CMPV-PFV-3SGF-3PL |
| ‘они собрали её клубки ниток, говорят’                 |

### Характер границы между морфемами
Йине — агглютинативный язык. Грамматические значения выражаются последовательными аффиксами, каждый из которых обычно кодирует только одно значение. Морфемные границы, как правило, чёткие, без значительной фузии, хотя могут присутствовать её элементы.
| (4)        |  | (5)                                                          |
| rimata     |  | timatkakanri                                                 |
| r-himata   |  | t-himata-kaka-na-lɨ                                          |
| 3-знать    |  | 3SGF-знать-CAUS-CMPV-3SGM                                    |
| 'он знает' |  | 'она рассказала ему (букв.: она сделала так, чтобы он знал)' |

### Локус маркирования

#### В посессивной именной группе
В языке йине посессивная именная группа может строиться двумя способами: посессор (обладатель) выражен с помощью посессивных аффиксов или с помощью независимой именной группы.
В аффиксальном случае посессор выражается префиксом, присоединяющимся к основе существительного обладаемого. Суффикс присоединяется для обозначения отчуждаемости (-te, -ne и др.). Можно выделить три класса существительных, в каждом из которых форма притяжательного префикса различается:
- 1 класс — существительные, начинающиеся на гласную или h
- 2 класс — на согласную (кроме h, ɾ)
- 3 класс — неотчуждаемые (части тела, родственники и пр.), с особыми префиксами (no-, hi-, to- и др.)

| 1 класс:             |                    |
| (6)                  | (7)                |
| naçiro 'моя бабушка' | haroso 'рис'       |
| raçiro 'его бабушка' | narosote 'мой рис' |
|                      | rarosote 'его рис' |

| 2 класс:                        |                        |
| (8)                             | (9)                    |
| nyehwaklo 'моя старшая сестра'  | kanawa 'лодка'         |
| Ø-yehwaklo 'его старшая сестра' | nkanawate 'моя лодка'  |
|                                 | Ø-kanawate 'его лодка' |

| 3 класс:             |
| (10)                 |
| nomekahyi 'мой внук' |
| rɨmekahyi 'его внук' |

| (11)     |  |  |                 |  |  |                 |
| sawli    |  |  | hita sawli-te   |  |  | n-sawli-te      |
| 'мачете' |  |  | 1SG мачете-PSSD |  |  | 1SG-мачете-PSSD |
|          |  |  | 'моя мачете'    |  |  | 'моя мачете'    |
|          |  |  |                 |  |  |                 |

| (12)               |          |               |
| renekanro          | rɨrɨ     | sawlite       |
| r-heneka-na-lo     | [ r-hirɨ | sawli-te ]    |
| 3-давать-CMPV-3SGF | [ 3-отец | мачете-PSSD ] |
|                    |          |               |

| 'он дал ей мачете своего отца' |

| (13)    |  |                             |           |
| pa      |  | kaʃrepçehimlɨ               | wa çiçiya |
| pa      |  | kaʃri-e-pçe-hima-lɨ         | wa çiçiya |
| NONSPEC |  | стрела-PSSD-RESTR-QUOT-3SGM | REF NAME  |

| 'у Чичии была только одна стрела' |

При выражении посессора независимой именной группой он выражается отдельным словом (например, местоимением или существительным), а обладаемое при этом маркируется суффиксом. Порядок компонентов фиксированный: [обладатель] + [обладаемое]. Посессор не маркируется.
В некоторых классах существительных суффикс обладаемого нулевой, в этом случае посессор и обладаемое определяются исключительно порядком слов.
| (14)                                                |
| sawli 'мачете'                                      |
| n-sawli-te 'моя мачете'                             |
| hita sawli-te 'моя мачете'                          |
| pimri-ne sawli-te 'мачете другого человека (чужая)' |

| (15) |                     |
| wala | motorote            |
| wala | motoro-te           |
| 3SGF | моторная.лодка-PSSD |

| 'ее моторная лодка' |

*motorote wala
| (16)       |         |
| yinerɨ     | tokanɨ  |
| [yine-lɨ   | tokanɨ] |
| [люди-3SGM | речь]   |

| 'речь человека' |

То есть локус маркирования в посессивной именной группе можно считать вершинным, хотя в некоторых случаях (16) маркирование фактически нулевое, обладаемое и обладатель различаются только порядком слов.

#### В предикации
В языке йине наблюдается вершинное маркирование (head-marking) в предикации.
Субъект маркируется префиксом на глаголе, объект — суффиксом, NP-аргументы не получают никакой аффиксальной маркировки.
| (17)          |     |            |
| nnikali       | wa  | niktchi    |
| wala          | wa  | niktchi    |
| 1SG-есть-3SGM | REF | сырое.мясо |
| 'я ем мясо'   |     |            |

| (18)  |      |            |      |         |
| rapha | hima | yatka      | wale | çeçi    |
| rapha | hima | Ø-ya-tka   | wale | çeçi    |
| ручей | QUOT | 3-идти-PFV | 3SGM | мужчина |

| 'этот мужчина пошел к ручью' |

### Тип ролевой кодировки
В языке йине отсутствует падежная система существительных: ни субъект, ни объект не получают специальных падежных показателей вне глагольной формы. Однако субъект при непереходном глаголе (S), субъект при переходном глаголе (A) и объект (O) выражаются с помощью аффиксов на глаголе, косвенные участники (например, инструменты, локации) обязательно маркируются суффиксом.
Тип ролевой кодировки — номинативно-аккузативная.
Субъект при непереходном глаголе (S) (и активном, и стативном) и агенс при переходном глаголе (A) выражаются префиксом на глаголе, а пациенс (O) выражается суффиксом.
| (19)      | (20)          | (21)         |  |
| nɨmka     | niyolika      | pnikli       |  |
| n-hɨmka   | n-hiyolika    | p-nika-li    |  |
| 1SG-спать | 1SG-охотиться | 2SG-есть-3SG |  |
| 'я сплю'  | 'я охочусь'   | 'ты ешь это' |  |

При этом можно говорить о расщеплённой стратегии кодирования субъекта (S): S=O, S=A. В данном случае необходимо различать типы стативных клауз: глагольную и неглагольную. При первой субъект маркируется всегда как агенс, при второй — как пациенс. Парадигмы местоименных суффиксов неглагольной клаузы (NVS) и суффиксов, обозначающих объект при переходном глаголе, практически полностью совпадают.
| (22)            | (23)           |  |
| retno           | kamt͡ʃi 'демон' |  |
| r-heta-no       | kamt͡ʃi-no      |  |
| 3SGM-видеть-1SG | демон-1SG      |  |
| 'он видит меня' | 'я демон'      |  |

| (24)                         |     |                |
| tɨʃyayakatlɨ                 | wa  | tonaçi         |
| t-hiʃya-yaka-ta-lɨ           | wa  | to-naçi        |
| 3SGF-покрывать-MORE-VCL-3SGM | REF | 3SGF.PSSR-яйцо |

| 'она немного покрыла свои яйца' |

| (25)                 |     |                |
| çinanhimanrɨ         | wa  | thanɨrni       |
| çinanɨ-hima-na-lɨ    | wa  | t-hnɨrɨ-ni     |
| сытый-QUOT-CMPV-3SGM | REF | 3SGF-муж-AFFCT |

| 'ее муж был полностью сыт, говорят' |

| (26)               |      |                                 |  |  |                |
| wane               | hima | rɨmhimatanatka                  |  |  | thanɨrni       |
| wane               | hima | r-hime-hima-ta-na-tka           |  |  | t-hnɨrɨ-ni     |
| так, таким образом | QUOT | 3-быть.пьяным-QUOT-VCL-CMPV-PFV |  |  | 3SGF-муж-AFFCT |

| 'и тогда её муж напился, говорят' |

### Базовый порядок слов
Язык йине часто классифицируется как SOV, однако в живой речи порядок слов достаточно свободный и может меняться в зависимости от цели высказывания и других факторов. Хотя в случае двузначности предложения порядок SOV будет предпочтительным.
| SVO   |            |                   |     |          |
| (27)  |            |                   |     |          |
| pamyo | çeçine     | homkahitlo        | wa  | knoya    |
| pamyo | çeçi-ne    | homkahita-lo      | wa  | knoya    |
| пять  | мужчина-PL | следовать.за-3SGF | REF | черепаха |

| 'пять мужчин преследуют черепаху' |

| OSV      |                    |      |
| (28)     |                    |      |
| twi      | pnikanitka         | pica |
| twi      | p-nika-ni-tka      | pica |
| PROX.SGF | 2SG-есть-ANTIC-PFV | 2SG  |

| 'ты сейчас будешь есть это' |

| VSO  |      |                 |      |                     |
| (29) |      |                 |      |                     |
| pa   | kata | netlɨ           | hita | pɨtsotɨ             |
| pa   | kata | n-heta-lɨ       | hita | pɨtsotɨ             |
| один | раз  | 1SG-видеть-3SGM | 1SG  | электрический.угорь |

| 'однажды я увидел электрического угря' |

| SOV                 |         |      |
| (30)                |         |      |
| pitsoti             | kopaçi  | nika |
| pitsoti             | kopaçi  | nika |
| электрический.угорь | сардина | есть |

| 'электрический уголь ест сардины' |

| SOV (предпочтительный) или OSV |

| (31) |      |                |
| wala | wale | hiçhanata      |
| wala | wale | hiçha-na-ta    |
| 3SGF | 3SGM | искать-DUR-VCL |

| 'она ищет его' (предпочтительно) / 'он ищет ее' |

### Языковые особенности
Язык йине характеризуется большим количеством конструкций, изменяющих валентность предиката.

#### Амбитранзитивные глаголы
В йине большинство непереходных глаголов не требуют присоединения дополнительных суффиксов для употребления с объектом (O). В этом случае субъект непереходного глагола (S) соответствует субъекту переходного глагола (A).
| (32)                                           | (33)                                     |
| tyomhata                                       | tyomhatlɨ                                |
| t-yomhata                                      | t-yomhata-lɨ                             |
| 3SGF-предоставлять.пищу                        | 3SGF-предоставлять.пищу-3SGM             |
| 'она обеспечивает питание / предоставляет еду' | 'она обеспечивает его едой / кормит его' |

Однако в некоторых случаях при переходе от непереходной к переходной конструкции субъект непереходного глагола (S) соответствует объекту (O) переходного глагола.
| (34)                     | (35)                      |
| rɨphota                  | rɨphotlɨ                  |
| r-hiphota                | r-hiphota-lɨ              |
| 3-ломать.с.треском       | 3-ломать.с.треском-3SGM   |
| 'оно ломается с треском' | 'он ломает это с треском' |

Непереходные и переходные формы одного и того же глагола могут расходиться в значении и становиться отдельными лексемами:
çema 'слышать' > çem(a)-lɨ 'слышать кого-либо, повиноваться'
yahota 'пытаться' > yahot(a)-lɨ 'драться с кем-либо'

#### Пассив
В языке йине пассивная конструкция может образовываться двумя способами: аналитически и морфологически (с помощью словоизменительного суффикса). При морфологической пассивизации показатель субъекта при переходном глаголе заменяется на показатель объекта. Иначе говоря, если в активной конструкции субъект маркируется префиксом, а объект — суффиксом, то в пассивной конструкции бывший объект становится субъектом и маркируется префиксом, в то время как суффиксальный показатель объекта опускается. Таким образом, объект «субъективизируется» и занимает синтаксическую позицию подлежащего.
| (36) |      |                 |      |                     |
| pa   | kata | netlɨ           | hita | pɨtsotɨ             |
| pa   | kata | n-heta-lɨ       | hita | pɨtsotɨ             |
| один | раз  | 1SG-видеть-3SGM | 1SG  | электрический.угорь |

| 'однажды я увидел электрического угря' |

| (37)           |                    |     |         |                         |     |                     |
| polha          | ricini             | wa  | honha   | retpotɨtka              | wa  | pɨtsotɨ             |
| pole-ha        | r-hica-ini         | wa  | honɨ-ha | r-heta-potɨ-ta-ka       | wa  | pɨtsotɨ             |
| синий-жидкость | 3-быть/делать-TEMP | REF | вода    | 3-видеть-INTNS-VCL-PASS | REF | электрический.угорь |

| ‘когда вода прозрачная, можно легко заметить электрического угря (электрический угорь может быть легко замечен)’ |

## Список сокращений
1 — первое лицо
2 — второе лицо
3 — третье лицо
SG — единственное число
PL — множественное число
M, MSC — мужской род
F, FEM — женский род
N — существительное (noun)
NP — именная группа (noun phrase)
PSSR — посессор, обладатель (possessor)
PSSD — обладаемое (possessed noun)
UNPSSD — unpossessed noun
V — глагол (verb)
VS — субъект глагольного предиката (subject of verbal predicate)
NVS — субъект неглагольного предиката (subject of non-verbal predicate)
VCL — аффикс, обозначающий "завершение" присоединения морфем к корню глагола (verb-stem closure)
NEG — отрицание (negative)
REF — referential article
PROX — proximal
QUOT — квотатив (quotative)
CMPV — комплетив (completive)
ANTIC — anticipatory
PFV — перфектив (perfective)
CAUS — каузатив (causative)
DUR — продолженная форма (durative)
NONDUR — непродолженная форма (non-durative)
VICIN — vicinity
AFFCT — affected argument
PASS — пассив (passive)
REFL — рефлексив (reflexive)
INTNS — интенсив (intensive)
TEMP — temporal/conditional
RESTR — рестриктив (restrictive)
SPEC — specific
NONSPEC — non-specific

## Список использованной литературы
- Hanson, 2010. A grammar of Yine (Piro)
- Facundes, Sidney. 2000. The Language of the Apurina People of Brazil (Maipure/Arawak). Doctoral Dissertation, SUNY at Buffalo.
- Facundes, Sidney. 2002. Historical linguistics and knowledge of Arawak. In Comparative Arawakan Histories: Rethinking language family and culture area in Amazonia, ed. Jonathon D. Hill and Fernando Santos-Granero, 74-96. University of Illinois Press.
- Lewis, M. Paul, ed. 2009. Ethnologue: Languages of the World. Dallas, TX: SIL International, sixteenth edition